# Scapheremaeus pseudoreticulatus
Scapheremaeus pseudoreticulatus är en kvalsterart som beskrevs av Sandór Mahunka 1984. Scapheremaeus pseudoreticulatus ingår i släktet Scapheremaeus och familjen Cymbaeremaeidae. Inga underarter finns listade i Catalogue of Life.